# Тобол (футбольный клуб, Тобольск)
«Тобо́л» — российский футбольный клуб из Тобольска. Основан в 1999 году. Высшее достижение в Первенствах страны — 1-е место в III дивизионе (ЛФК), зона «Урал и Западная Сибирь» сезона 2011/12. Домашние матчи проводит на стадионе «Тобол». Прекращал существование в 2022 году. Возрождён в 2024 году. Правопреемник другого городского клуба  «Иртыш», выступавшего в 1994—1999 годах во Втором дивизионе.

## История

Открытие футбольного сезона на стадионе "Труд", 1960 г.

В 1936 году в центре Тобольска построен первый стадион. С 30-х годов проводились городские соревнования по футболу: Первенство и Кубок Тобольска, Кубок ВВС, Кубок ГорСада, Кубок газеты «Тобольская правда» и др. Старейшими и сильнейшими городскими командами того времени были «Динамо», «Спартак», «Пищевик», «Водник» и «Искра» (позднее «Буревестник»), которые, помимо городских соревнований, представляли город на областных Первенствах и турнирах своих ДСО. Первый официальный междугородний матч тоболяки сыграли в 1939 году: в рамках Кубка РСФСР среди КФК местный «Спартак» на выезде уступил омскому «Динамо» — 2:1.

«Динамо» - первый тобольский футбольный клуб, состав 1950 г.

В разные годы конца XX века главными городскими командами становились клубы, принадлежащие местным предприятиям. В начале 90-х Тобольск представляли клубы: 1990 — «Строитель», 1991 — Автомобилист, 1992 — «Поиск», с 1993 года — «Иртыш».

«Иртыш» на сборах в 1996 году

### ФК «Иртыш»
«Иртыш» — профессиональный футбольный клуб, добившийся наилучших результатов в истории тобольского футбола. В разные годы выступал сначала в Восточной, а позднее в Уральской зонах Второй лиги ПФЛ. Принимал соперников сначала на стадионе «Строитель», а позднее на «Нефтехимике». Спонсировали команду Тобольский нефтехимический комбинат и Администрация Тобольска.
В 1999 году «Иртыш» провёл свой последний сезон. Из-за сокращения финансирования команда сначала лишилась профессионального статуса, а затем и вовсе была расформирована.

### ФК «Тобол»
Команда образована осенью 1999 года для выступления в Первенстве КФК. Состав комплектовался из воспитанников местных футбольных команд, футболистов-любителей, а также из нескольких игроков расформированного «Иртыша». Первые годы «Тобол» занимал места внизу турнирной таблицы.
В 2004-м шефство над командой взял Тобольский НХК, и она была переименована в «Тобол-Нефтехим», изменив цвета на красно-чёрные. В сезоне 2004, заняв 6-е место, тоболяки прошли в финальную стадию соревнований, где в 10-и играх не потерпели ни одного поражения и стали «бронзовым» призёром Первенства. В 2005-м году итоговый результат повторился.

«Тобол» перед последним матчем сезона 2005 против ФК «Тюмень»

В 2006 году команда впервые реально претендовала на чемпионство. Но в предпоследнем туре «Тобол» дома сыграл вничью с екатеринбуржским «Урал-2» и потерял шансы догнать «Магнитогорск». Как итог — второе место, долгое время бывшим для клуба лучшим результатом. Тоболяки участвовали в крупном турнире: финалисты Кубка Урала и Западной Сибири пермский «Октан» и омский «Иртыш-2» отказались от финального турнира среди победителей Кубков, и в Зеленодольск поехали «нефтехимики». В своей группе одержаны победы над клубами «Коммунальник» Улан-Удэ (6:3) и «Пролетарий» Сураж (3:2), но поражение в последнем матче от хозяев — зеленодольского «Позиса» (0:7), — не позволило команде выйти в финал. В розыгрыше 2007-го года несколько раз «Тобол» громили 0:3 и один раз 0:4 (домашний матч с учалинским «Горняком»). Как итог — 5-е место. В следующем году «нефтехимики» заняли 8-е место.
В 2009 году в связи с кризисом ТобНХК прекратил финансирование команды. От расформирования тоболяков спасло Правительство Тюменской области, которое стало их главным спонсором. Из названия исчезла приставка «-Нефтехим», вернулись сине-белые цвета. В 2009-м «Тобол» занял 6-е место, а по итогам Первенства-2010 стал 5-м.

Андрей и Аркадий Масаковские - одни из лидеров команды в её лучшие годы

### Чемпионский сезон 2011—2012
В 2011 году «Тобол» в первой части соревнований потерпел лишь 1 поражение (в гостях от «Тюмень-2» - 0:1) и к зимней паузе занимал 1-е место. Зимой сменился главный тренер, 8 игроков покинули команду, а основной вратарь надолго выбыл из-за травмы. В весенней стадии Первенства дома «Тобол» победил неудобных соперников (курганский «Тобол» — 2:1), но проиграл 0:5 («Уральцу» из Нижнего Тагила). Из 5 выездных игр «сине-белые» уступили в трёх. В очной встрече претендентов на чемпионство, «Тобол» на последних секундах вырвал победу у «Металлурга» из Аши (1:0, гол Владимира Зеленовского). Южноуральцы в свою очередь провалили 2 домашние встречи (ничьи с «Иртыш-2» и «Тюмень-2»). Тоболяки же набрали в трёх оставшихся матчах 6 очков. Итог — победа в своей зоне ЛФЛ и возможность выхода во Второй дивизион. Но по финансовым причинам команда продолжила выступать в Третьей лиге.

Победа в финале Кубка Урала и Западной Сибири среди ЛФК в 2013 году

### Сезон 2012—2013
В Первенстве команда весь сезон шла на 2-й строчке в таблице, не теряя шансов на повторение прошлогоднего успеха. Но после зимнего перерыва «сине-белые» значительно сдали: два месяца без побед в Первенстве, и, как итог, подопечные Виталия Кретова заканчивают сезон на 4-м месте. За то в Кубке Урала и Западной Сибири в четвертьфинале в двух матчах была одержана победа над «Тюмень-Дубль» (2:0 и 0:1), затем в полуфинале над «Урал-Дубль» (1:1; 1:1, с.п. — 5:4), и, наконец, в двухраундовом финальном противостоянии побеждён «Металлург» из Аши (д — 0:1; г — 1:2). Таким образом, на непродолжительный срок «Тобол» стал лучшим клубом своей зоны Третьего дивизиона.

### Последующие сезоны
Третья лига вернулась к системе «весна-осень». Главным событием переходного сезона 2013 стал первый в истории матч в большом Кубке России: на стадии 1/256 финала тоболяки сыграли против ФК «Челябинск». Ведя в счёте, «сине-белые» сначала позволили сравнять и перевести игру в экстра-тайм, где более опытный соперник дожал подопечных Виталия Кретова — поражение 2:1  . В Кубке Урала действующие обладатели трофея прошли «Тюмень-2» (общий счёт 10:2) и «Шахтёр» из Коркино, но в финале уступили  «Уфа-2». В Первенстве «Тобол», уверенно шедший на 1-й строчке, в середине сезона растерял преимущество и взял «серебро».

Победный гол Андрея Рассказанова в «бронзовом» матче сезона 2014

Сезон 2014 команда провела очень неровно, отчего лишь осенью включилась в борьбу за медали: в последнем туре «сине-белые» в «бронзовом» матче выиграли у курганского «Тобола». В Кубке тоболяки шли уверенно, но в полуфинале сенсационно дважды уступили аутсайдеру Первенства — нижнетагильскому «Уральцу». Далее очень ровный сезон «Тобола» в 2015-м, когда команда ещё летом заняла вторую строчку таблицы, и больше с неё не сходила. В Кубке тоболяки дошли до финала, где противостояли действующему чемпиону — «Металлургу»: победа дома 1:0, но на выезде поражение 0:3. Сезон 2016 «Тобол» провалил, вылетев в первом раунде Кубка и заняв в Первенстве лишь 6-е место.

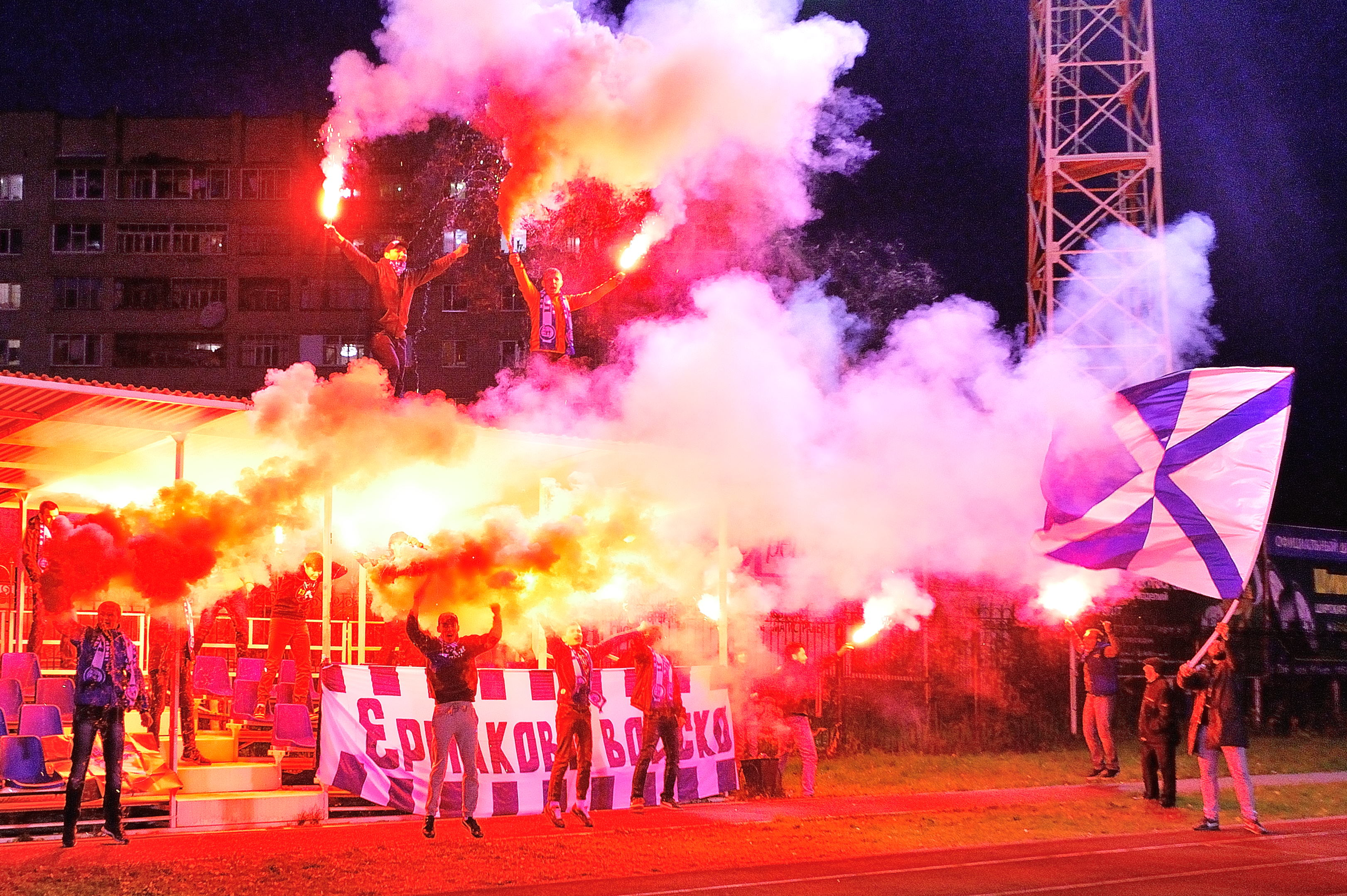
Ультрас «Тобола» празднуют победу в первом матче финала Кубка Урала и Западной Сибири среди ЛФК 2015

В 2017 клуб лишился финансирования Правительства региона и оформился в сборную города с посильной поддержкой муниципальных властей. С этого момента начался распад команды: результат достигался местными воспитанниками, представителями лучшего футбольного поколения города, начинавших в 00-е гг. Характерной чертой стало отсутствие полноценной предсезонки, из-за чего «сине-белые» вкатывались в Первенство России по ходу сезона. Тем не менее, «на старых дрожжах», тоболяки оставались неудобным соперником. В 2017 «Тобол» занял 5-е место, до последнего претендуя на медали, а в Кубке Урала последний раз в истории добрался до финала, но на пути снова встал сильнейший клуб лиги на тот момент — «Металлург»: 0:1 и 2:4. В 2018 «сине-белые» в таблице стали 7-ми, пропуская много голов и обновив антирекорд по матчам без побед подряд - 8. В Кубке же на несколько лет установилось т.н. «тюменское заклятье»: тоболяки стабильно вылетали в первом раунде от земляков из «Тюмень-2». Сменился и главный тренер: возглавил команду многолетний капитан Пётр Парахин. В сезоне 2019 сибиряки стали лучшими среди худших, уверенно обойдя соперников из второго эшелона таблицы - 6 место. В «ковидный» 2020-й Первенство проводилось в 1 круг - 11-е место, худший результат в истории. И когда казалось, что команда надолго оформилась в роли аутсайдера, в Тобольске пошли ва-банк, пригласив нового главного тренера - опытного тюменца Вячеслава Афонина. И «Тобол» заиграл.

Эдуард Сагдиев - лучший бомбардир в истории клуба (101 гол)

В 2021-м году, стабильно отбирая очки у лидеров и много забивая командам из нижней части таблицы (82 гола в сезоне), «сине-белые» заняли заслуженное 5-е место, а Эдуард Сагдиев стал лучшим бомбардиром Лиги с 27 голами.
Но в 2022 мир изменился. Уже будучи одним из самых бедных коллективов Третьей лиги, «Тобол» остался без средств и в Первенстве России участия не принял. В большей степени на энтузиазме и под эгидой местной ДЮСШ-2, команда не развалилась окончательно и начала год в Чемпионате города Тюмени  (6-е место и крупнейшая победа в истории - 18:3 над «Строймаш», «септа-трик» Андрея Масаковского), а после сыграв отличный сезон в Чемпионате Тюменской области , впервые за несколько лет его выиграв и несколько раз обновляя рекорды: сначала 10:0 и 11:0 победив тюменский «АрСиб-Прибой», а в последнем туре вовсе случилась победа 13:1 над юргинским «Кристаллом», причем игрок «сине-белых» Максум Залилов отметился «гекса-триком». 
В 2023 энтузиазм иссяк и «Тобол»  исчез с футбольных карт. Под этим именем коллектив собирался лишь в футзальном Первенстве области, последние годы служившим тоболякам вместо «предсезонки». 

Возрожденный «Тобол» в сезоне 2024

Зимой 2024 года при посредничестве городских властей с финансовым участием Правительства Тюменской области и компании СИБУР (имеющей в Тобольске промышленный комплекс) футбольный клуб был возрождён.  На пост главного тренера пригласили Марата Гафиятулина, опытного специалиста из Стерлитамака. С существующим подбором игроков, безпредсезонной подготовки и в ещё только формирующихся финансовых реалиях, задач перед командой никто не ставил. Тем не менее, выдав несколько ярких матчей в первой части сезона, «Тобол» после экватора сник: 10 матчей без побед и 9-е место. В Кубке же впервые с 2018 года удалось пройти первую стадию (но не снять «тюменское заклятье» - обыгран «Иртыш-2») и даже дойти до полуфинала. Примечательно, что судьба чемпионства решалась как раз в Тобольске, где магнитогорскому «Металлургу» нужна была только победа: они её добились лишь на 89-й минуте (0:1),  а сам матч был признан самым драматичным в Первенстве.

## Результаты и достижения «Тобола»

Павел Бизин - рекордсмен клуба по числу сыгранных матчей (242)

### Первенство в Третьей лиге, зона «Урал и Западная Сибирь»
- - Чемпион: 2012
  - Серебряный призёр: 2006, 2013, 2015
  - Бронзовый призёр: 2004, 2005, 2014

### Кубок России среди ЛФК (Кубок Урала и Западной Сибири)

Тарас Павлюкевич - лучший голкипер в истории клуба (1.32 гола за матч)

- - Обладатель: 2012
  - Финалист: 2013, 2015, 2017

### Рекорды
- Крупнейшие победы в Первенствах России — 7:0 над «Шахтёр» Коркино (2021), 8:1 над «Уральцем» (2019).
- Крупнейшее поражение в Первенствах России — 0:8 от ФК «Тюмень» (2005).
- Крупнейшая победа в этапах Кубка России — 6:0 над «Динамо-УВД» из Кетово (2005).
- Крупнейшее поражение в этапах Кубка России — 0:7 от «Позиса» из Зеленодольска (2006).
- Крупнейшая победа в Чемпионате Тюменской области — 13:1 над «Кристалл» Юргинское (2022).
- Крупнейшее поражение в Чемпионате Тюменской области — 3:7 от «Урожая» из Голышманово (2015).
- Из всех соперников больше всего матчей сыграно (на начало 2025 года) против дублёров «Тюмени» — 55 игр (25 побед, 7 ничьих, 23 поражения), магнитогорского «Металлурга» - 41 игра (12-9-20) и курганского «Тобола» - 40 (17-5-18).

## Клубные цвета
| Синий | Белый | Чёрный |

Все киты «Тобола» за 25 лет

Синий и белый — основные цвета в гербе и флаге города Тобольска. В таких же цветах выступал ФК «Иртыш» и первые сезоны ФК «Тобол». С 2004 по 2008 основным комплектом была форма красно-чёрных цветов. В 2009 клуб вернулся к историческим цветам. Чёрный добавился как дополнительный цвет в сезоне 2011—2012 и появлялся на экипировке в разные годы в дальнейшем.

## Стадион

Восточная трибуна стадиона «Тобол»

Начиная с 30-х годов XX века, все городские футбольные команды играли свои официальные матчи на единственной в городе оборудованной площадке — стадионе «Строитель» (ранее носившим также названия «Пищевик», «Труд», «Спартак»), который до 1936 года являлся пустырём у стен Гостиного двора тобольского Кремля. В 1936—1937 гг. силами рабочих тобольского треста «Обьрыба» на месте пустыря возведены первые деревянные трибуны, расчищена площадка, появились: футбольное поле, волейбольная площадка, гаревая беговая дорожка.
В конце 1990-х стадион пришёл в упадок. К тому времени основным стадионом города стал «Нефтехимик» (позднее — «Тобол») и официальные междугородние матчи игрались уже на арене НХК. На время масштабной реконструкции «Нефтехимика» в 2005—2008 гг., «Тобол» принимал своих соперников на «Строителе» (были поставлены сборно-разборные конструкции на месте бывшей Южной трибуны, способные принять 1000 зрителей), а после — на стадионе «МЖК». Обе эти арены ныне не существуют: несмотря на предполагаемую реконструкцию «Строитель» не вписался в новый план архитектурного облика Кремля, а территория стадиона «МЖК», отдана под застройку жилья. С 2008 года все домашние матчи «Тобол» играет на одноименном стадионе.